# Magnus III dell'Isola di Man
Magnus III (... – Castello di Rushen, 24 novembre 1265) fu un sovrano del Regno dell'isola di Man nel corso del XIII secolo.
Figlio di Olaf il Nero entrambi discendevano da una lunga stirpe di Vichingo-gaelici che per secoli avevano regnato sulle Ebridi Esterne e sull'Isola di Man. Alcuni membri della dinastia di Crovan, come lo stesso Olaf, si riferivano a sé stessi come al Re dell'Isola di Man, altri invece come Magnus come Re di Man e delle Isole. Nonostante fossero re per diritto dinastico molti membri della dinastia Crovan pagarono un tributo ai Re di Norvegia e generalmente riconoscevano loro una formale signoria su quei territori.
Nel 1237 Olaf morì e la corona andò al suo figlio maggiore Harald dell'Isola di Man che nel 1248 naufragò e annegò al largo delle coste gallesi. Il regno passò quindi al secondo fratello Rögnvaldr Óláfsson che nel 1249, dopo una sola settimana, venne assassinato e succeduto dal cugino Haraldr Guðrøðarson, figlio del fratellastro e rivale di suo padre Ragnvald Godredsson. Dopo un solo anno di regno Haraldr venne sollevato da Haakon IV di Norvegia e Magnus, insieme a un proprio parente Eóghan di Argyll, tentarono inutilmente di prendere il trono. Impresa che pochi anni dopo ebbe successo.
Nel corso del decennio del 1240 nel tentativo di prendersi le Isole Alessandro II di Scozia ricorse alla guerra, ma la sua morte, avvenuta nel 1249, pose una brusca fine a questo tentativo di invasione che rimase sopito fino al 1260. Nel 1261 suo figlio Alessandro III di Scozia tentò nuovamente di imporre la propria autorità su quelle terre e benché di nuovo il tentativo non fosse stato coronato dal successo Haakon, per riasserire la propria autorità, organizzò una massiccia invasione militare che prese il via nel 1263. Le sue flotte navigarono verso le Ebridi e benché, man mano che procedevano verso sud le sue armate divenivano più forti il sovrano norvegese ricevette dai propri vassali un supporto tutto sommato piuttosto tiepido tanto che Magnus fu uno dei pochi che combatté per lui con vero trasporto. A un certo punto della campagna il re mandò Magnus ed altri vassalli a razziare le terre del Lennox, nel cuore della Scozia e nello stesso tempo egli stesso era impegnato nella Battaglia di Largs una delle tante battaglie inconclusive che impegnarono i due eserciti. A seguito di questa ennesima impasse Haakon tornò in Norvegia dove poco dopo morì e a seguito della sua scomparsa Alessandro III attaccò ancora le Ebridi e minacciò di fare lo stesso a Man. Magnus decise quindi di rendere omaggio al re di Scozia per quelle terre segnando così la fine di ogni tentativo da parte della corona norvegese di mantenere la propria influenza su quelle terre che da quel momento cessò di esistere.
Magnus, ultimo della propria dinastia, morì il 24 novembre 1265 al Castello di Rushen e venne sepolto nell'abbazia locale lasciando vedova la moglie Máire, figlia di Eóghan. In quello stesso anno il regno delle Isole passò formalmente sotto l'autorità scozzese ponendo fine alla sua autonomia, dieci anni dopo uno dei figli bastardi di Magnus, Godred Magnusson, tentò di impossessarsi della corona, ma la sua ribellione fu brutalmente spezzata dall'esercito scozzese che continuò a tenere quelle terre sotto la propria corona.

## La sanguinosa successione
Magnus nacque in data sconosciuta entro la dinastia Crovan, una famiglia di origine Vichingo-gaelica il cui regno comprendeva l'Isola di Man e le Ebridi Esterne, attorno all'XI secolo tutte le Isole Ebridi erano sotto il loro controllo, ma quelle interne andarono perse nel corso del XII secolo. Ai tempi di Magnus la famiglia aveva comunque, nei propri domini, le isole di Skye e di Lewis e Harris. Magnus era figlio di Olaf il Nero che era stato sposato due volte e benché le fonti coeve non siano precise nell'assegnare la maternità della sua prole si ritiene che egli potesse essere figlio della sua seconda moglie Christina figlia di Fearchar, conte di Ross (morto 1251 circa).
Olaf era a sua volta figlio di Godred II Olafsson (morto 10 novembre 1187) che prima di morire espresse la volontà che fosse lui a succedergli al trono, tuttavia la sua volontà non venne rispettata giacché gli successe il figlio maggiore Raghnall mac Gofraidh che era forte dell'appoggio popolare. Si ritiene che Olaf e Raghnall non fossero figli della stessa donna e i due lottarono ferocemente per il controllo del regno fino a che Olaf non glielo strappò nel 1226, ma la lotta fra i due finì solo con la morte di Raghnall avvenuta tre anni dopo per mano del fratellastro. Il figlio di Raghnall Gofraid Donn raccolse la bandiera del padre e Olaf acconsentì a dividere il governo del regno con lui, questa fragile tregua finì con la morte di Gofraid avvenuta nel 1231. Per i successivi sei anni Olaf governò da solo fino alla propria morte avvenuta nel 1237.
A lui successe il figlio maggiore Harald dell'Isola di Man che si recò in Norvegia per sposare la figlia di Haakon IV di Norvegia, Cecilia, durante il viaggio di ritorno la sua nave naufragò ed egli perse la vita al largo delle coste del Galles. A lui successe il fratello minore Rögnvaldr Óláfsson (morto 1249) il cui regno fu tragicamente breve poiché dopo una sola settimana venne assassinato mentre si trovava a Man. Il suo assassino è storicamente riconosciuto nella persona di un cavaliere a nome Ivar che potrebbe essere stato un alleato del cugino di Rögnvaldr, Haraldr Guðrøðarson, che ascese al trono poco dopo la sua morte. La sua presa del potere venne legittimata da Enrico III d'Inghilterra, ma venne invece indicato come usurpatore dal proprio "signore" il Re di Norvegia Haakon IV di Norvegia che lo richiamò in Norvegia nel 1250 impedendogli di tornare in patria.

## Le lotte per il potere e la corona
Eóghan di Argyll (morto attorno 1268) era un membro importante del Clann Somhairle discendente da Somerled e attraverso sua moglie Ragnhildr, figlia di Olaf I Godredsson, molti membri di quel clan avanzarono pretese sul trono delle Isole. Nel 1248 Eóghan insieme al cugino Dubhghall mac Ruaidhri viaggiò fino alla corte di Haakon per richiedere che gli venisse concesso il titolo di re delle Ebridi. Haakon accettò e gli venne accordato il titolo richiesto e quando l'anno seguente egli apprese che Harald dell'Isola di Man era morto annegato spedì Eóghan all'ovest perché prendesse il controllo di Man, almeno temporaneamente, a proprio beneficio. A questo punto Eóghan si trovava ad avere due signori, il re di Norvegia e quello di Scozia, il primo voleva le Ebridi e il secondo non solo voleva le terre di Argyll, ma desiderava anche impossessarsi delle Ebridi. Sfortunatamente per lui, poco dopo essere tornato dalla Norvegia Alessandro II di Scozia condusse una spedizione nell'Argyll e gli chiese di rinunciare alla propria alleanza con Haakon. Eógan rifiutò e la conseguenza fu che perse ogni signoria in terra scozzese.
Le Cronache di Man registrano che, nel 1250, Eógan arrivò a Man insieme al cugino Magnus e ad un esercito di norvegesi, le loro esatte intenzioni sono sconosciute tuttavia è possibile che volessero insediare Magnus sul trono dell'isola. Le cronache annotano che gli invasori attraccarono presso Ronaldsway e trovarono una certa collaborazione negli abitanti, tuttavia quando seppero che Eógan si fregiava del titolo di Re delle Isole si offesero e ogni dialogo venne interrotto. Si narra che gli uomini di Eógan si accamparono sull'isola di Saint Michael che era unita a Man da una strada rialzata, quando cadde la notte un complice del cavaliere Ivar condusse un attacco contro di loro costringendoli a scappare. Il fatto che questi fosse coinvolto nella rotta dell'esercito di Magnus e del cugino suggerisce che a Man vi fosse ancora una forte opposizione da parte dei sostenitori di Haraldr a che Magnus o uno dei suoi parenti prendessero il trono. L'anno seguente il Lord Giustiziere d'Irlanda John Fitzgeoffrey (forse 1205-23 novembre 1258), su ordine di Enrico III, proibì a Magnus di raccogliere forze militari in Irlanda con lo scopo di invadere Man. Tuttavia nel 1254 Magnus tornò sull'isola e, con il consenso del popolo, diede inizio al proprio governo, vi sono comunque prove che la parte di Manx che supportavano l'esiliato Haraldr cercarono di opporsi al suo regno e che tali opposizioni durarono per tutto il decennio del 1250. Sempre le cronache annotano che quando Haakon accordò a Magnus il titolo di re coloro che vi si opponevano ne furono costernati vedendo le proprie speranze di mettere le mani sul trono divenire sempre più labili. Per altro nel 1256 Enrico III scrisse una lettera a favore di Magnus ove si diceva che i suoi uomini non dovevano ricevere i seguaci di Ivar o Haraldr il che potrebbe indicare che i due uomini erano ancora vivi e attivi. Per altro sembra che suo fratello Harald avesse governato su tutto quanto il territorio delle Isole e così fu per Magnus dal 1252 in poi, tuttavia il periodo intercorso fra la morte del primo e l'ascesa al trono del secondo è piuttosto confuso ed è possibile che il territorio sia stato parcellizzato fra diversi membri della dinastia in lotta fra loro, com'era già successo in epoca passata.

## Il fedele vassallo di Norvegia
Nel 1244 Alessandro II di Scozia fece il primo di una serie di tentativi volti a strappare le Isole alla corona norvegese a favore di quella scozzese e fu proprio a seguito di uno di questi infruttuosi tentativi che Haakon mandò Eógan nelle Isole e fu sempre in quell'occasione che Eógan perse la Signoria dell'Argyll quando Alessandro decise di attaccare le Ebridi ed Eógan rifiutò di rinnegare Haakon.
Nel 1249 Alessandro morì improvvisamente e per undici anni le Isole non subirono ulteriori attacchi dagli scozzesi.
Nel 1261 suo figlio Alessandro III di Scozia mandò un emissario in Norvegia per trattare sulla signoria delle Isole, ogni negoziato fu tuttavia infruttuoso e l'anno seguente Uilleam I, conte di Ross (morto probabilmente 1274) lanciò un violento attacco all'isola di Skye. È probabile che tale attacco volesse essere la risposta ai falliti tentativi di conquista condotti dagli scozzesi l'anno precedente, in risposta Haakon preparò una milizia volta a ripristinare la supremazia norvegese sui territori marittimi orientali.
Nella tarda estate del 1263 un'imponente flotta salpò verso le coste scozzesi e la Hákonar saga Hákonarsonar, una saga del tardo XIII secolo, afferma che non appena arrivati Haakon impose una pesante tassazione al Caithness e considerò l'ipotesi di saccheggiare le terre attorno al Moray Firth. È possibile che egli ritenesse tali azioni quale una sorta di compensazione per la furia che si era abbattuta su Skye l'anno precedente. Quindi la flotta reale si diresse verso sud, proprio in direzione di Skye dove pare che il re abbia incontrato Magnus, da lì si proseguì verso Kerrera dove diversi nobili, fra cui Magnus e Dubhghall mac Ruaidhri furono mandati a comandare cinquanta navi che si mossero verso Kintyre, mentre un gruppo più piccolo andò verso l'Isola di Bute.
La flotta diretta a Kintyre aveva probabilmente il compito di ottenere l'alleanza di Aonghas Mór e di tale Murchad i quali, secondo le saghe, si sottomisero presto ad Haakon. Sempre secondo le cronache diversi castelli passarono sotto il controllo norvegese quali il Castello di Rothesay, ed un altro che è probabilmente identificabile nel Castello di Dunaverty.
L'Isola di Gigha vide la resa di Eógan ad Haakon al quale disse che aveva deciso di appoggiare gli scozzesi dai quali avrebbe potuto avere un numero maggiore di terre, il re lo lasciò libero di andare e secondo le cronache i primi messaggeri scozzesi andarono dagli avversari per parlare.
All'inizio i dialoghi furono produttivi, ma più il tempo passava e più il tempo peggiorava Haakon sentiva di doversi muovere e ogni trattativa s'interruppe, per questo egli mandò una flotta diretta verso il Lennox, la cui grandezza varia a seconda dei resoconti, comandata da Magnus, Ailean mac Ruaidhri, suo fratello Dubgall, Áengus e Murchard. Le navi si trascinarono risalendo i fiumi fino al Loch Lomond e le saghe raccontano con precisione come gli invasori devastarono numerose isole del lago.
Il fatto che Haakon avesse affidato questa missione ai propri vassalli può significare che le loro navi erano più leggere di quelle norvegesi, quindi più facili da portare fra un lago e l'altro, o che intendesse verificare con precisione la loro fedeltà alla causa norvegese.
Mentre il Lennox veniva saccheggiato Haakon dovette fronteggiare la Battaglia di Largs, una delle tante inconcludenti schermaglie che stavano costellando il conflitto. A seguito dell'ennesimo stallo Haakon ripartì verso nord e a Mull incontrò i propri vassalli: Dubgall venne ricompensato con le terre che erano state di Eógan, a Murchad venne dato l'Arran e a tale Ruadhri venne donata Bute.
I norvegesi raggiunsero quindi le Isole Orcadi dove Haakon, malato, morì il 16 dicembre senza aver concluso niente in questa lunga campagna, poiché gli scozzesi mantennero intatto il proprio regno e molti vassalli si erano rivelati assai riluttanti a sostenere la sua causa.

## La sottomissione alla Scozia e la morte
Mentre la campagna di Haakon finiva diversi messi vennero inviati dalla Norvegia per negoziare la pace, Alessandro tuttavia non rimase a guardare e si preparò a punire tutti coloro che avevano sostenuto il rivale. Nel 1264 egli si preparò a invadere Man che, priva della protezione norvegese e inglese (Enrico III al tempo era prigioniero dei baroni in rivolta), non lasciò a Magnus altra scelta che sottomettersi alla Scozia. Alessandro e Magnus s'incontrarono a Dumfries dove il secondo giurò fedeltà al primo, gli rese omaggio e liberò gli ostaggi. Non contento Alessandro ordinò che le Ebridi venissero attaccate da Uilleam, conte di Mar (morto 1276), Alexander Comyn, conte di Buchan (morto 1289) ed Alan Durward (morto fra 1264 e 1275) e secondo Giovanni di Fordun le isole vennero duramente saccheggiate e gli abitanti uccisi. Altre spedizioni vennero fatte nel Caithness e nel Ross e la progressiva sottomissione dei signori delle Isole, in particolare quella di Magnus segnò la fine dell'influenza norvegese su di esse.
A seguito della sua sottomissione Magnus regnò pacificamente fino alla morte avvenuta il 24 novembre 1265 al castello di Rushen e venne successivamente sepolto nell'abbazia locale dedicata alla Vergine Maria. Al momento della morte Magnus era sposato con Máire, figlia di Eógan. Con lui si estinse la dinastia Crovan e il regno delle Isole finì sotto il controllo della corona di Scozia.
L'isola di Man non si arrese subito, ma si dovette aspettare il 1275, quando perdette la decisiva Battaglia di Ronaldsway, vicino Castletown.
Il suo titolo ufficiale era Rex Manniae et Insularum, ossia Re di Man e delle isole.